# Ritratto di Victor Chocquet
Ritratto di Victor Chocquet è un dipinto a olio su tela (46x38 cm) realizzato nel 1877 dal pittore francese Paul Cézanne.
È conservato nel Columbus Museum of Art di Columbus, capitale dello stato dell'Ohio.
Il soggetto del dipinto è Victor Chocquet, impiegato del Ministero delle finanze francese e collezionista di opere d'arte, grande estimatore e acquirente delle tele di Cézanne. Il loro incontro avvenne grazie alla comune conoscenza di Renoir.
L'interno della raffigurazione è borghese, e rappresenta Choquet seduto su una poltrona in un momento di  relax casalingo: ha infatti le  pantofole ai piedi. Alle sue spalle, si intravede la sua collezione personale di opere d'arte.